# Scott Pilgrim vs. the World
Scott Pilgrim vs. the World được đạo diễn bởi Edgar Wright, dựa trên bộ graphic novel Scott Pilgrim của Bryan Lee O'Malley. Phim nói về Scott Pilgrim (Michael Cera), một nhạc công trẻ người Canada gặp được cô gái trong mơ của mình, Ramona Flowers (Mary Elizabeth Winstead). Để đến được với Ramona, Scott phải đánh bại hội "7 người yêu cũ xấu xa" của Ramona, những kẻ đến để giết cậu.
Scott Pilgrim vs. the World được lên kế hoạch làm phim ngay sau khi tập đầu của truyện được phát hành. Wright tham gia dự án và phim khởi quay tháng 3 năm 2009 ở Toronto. Scott Pilgrim vs. the World có một gian thảo luận ở San Diego Comic-Con International vào tháng 7 năm 2010. Phim được công chiếu rộng rãi ở khu vực Bắc Mỹ từ ngày 13 tháng 8 năm 2010 trên 2.818 rạp chiếu. Phim đứng thứ 5 trong bảng xếp hạng phim ăn khách tuần đầu khởi chiếu với doanh thu 10,5 triệu đô la Mỹ. Phim nhận được nhiều đánh giá tích cực từ giới phê bình và fan hâm mộ bộ graphic novel, nhưng không kiếm lại đủ kinh phí với doanh thu phòng vé khi chỉ thu được 31,5 triệu đô ở Bắc Mỹ và 16 triệu đô ở các nước khác. Tuy nhiên, phim thành công hơn khi phát hành DVD và Blu-ray, lọt vào top Blu-ray bán chạy nhất trên Amazon.com ngay ngày đầu phát hành.

## Nội dung
Ở Toronto, Scott Pilgrim (Michael Cera), tay guitar bass của ban nhạc "Sex Bob-omb", bắt đầu hẹn hò với cô nữ sinh trung học Knives Chau (Ellen Wong) và bị hầu hết bạn bè phản đối. Scott gặp một cô gái người Mỹ, Ramona Flowers (Mary Elizabeth Winstead), người đã xuất hiện trong giấc mơ của anh, và bị ám ảnh bởi cô, không thích Knives nữa. Trong khi đang tham gia cuộc thi giữa các ban nhạc để giành hợp đồng ghi âm của "G-Man Graves", Scott bị tấn công bởi Matthew Patel (Satya Bhabha), kẻ tự nhận mình là người đầu tiên trong số 'những người yêu cũ xấu xa' của Ramona. Scott đánh bại Patel và được Ramona cho biết để hẹn hò với cô anh phải đánh bại cả bảy tên đó.
Scott chia tay với Knives, cô đổ lỗi cho Ramona vì đã cướp đi Scott của cô và muốn giành lại anh. Scott chiến đấu với tên người yêu cũ xấu xa thứ hai của Ramona, một diễn viên nổi tiếng thích trượt ván Lucas Lee (Chris Evans), bị đánh bại vì bị lừa thực hiện một động tác trượt ván nguy hiểm. Scott sau đó đối đầu tên thứ ba, Todd Ingram (Brandon Routh), kẻ đang hẹn hò với bạn gái cũ của Scott là Natalie "Envy" Adams (Brie Larson). Todd áp đảo Scott về sức mạnh với khả năng siêu nhiên của người ăn chay của hắn, nhưng sau bị tước sức mạnh bởi Cảnh sát Ăn chay (Thomas Jane và Clifton Collins, Jr.) sau khi Scott lừa hắn uống cà phê kem, và Scott đã dễ dàng đánh bại hắn khi đã mất sức mạnh.
Scott bất ngờ với lịch sử hẹn hò của Ramona khi đánh bại người yêu cũ xấu xa thứ tư, Roxy Richter (Mae Whitman), một cô gái. Trong vòng hai của cuộc thi giữa các ban nhạc, Sex Bob-omb đối mặt với người yêu cũ xấu xa thứ năm và thứ sáu, anh em sinh đôi Katayanagi: Kyle (Keita Saito) và Ken (Shota Saito), đánh bại họ cho Scott thêm một mạng trong trò chơi này. Trong khi chiến đấu, Scott thấy Ramona ở bên người yêu cũ xấu xa thứ bảy của cô, Gideon Graves (Jason Schwartzman), chính là người tài trợ và sẽ ký hợp đồng với Sex Bob-omb, G-Man. Các thành viên của Sex Bob-omb chấp nhận ký hợp đồng thu âm với Gideon, trừ Scott, anh rời ban nhạc. Ngay sau đó, Ramona chia tay với Scott.
Khi trở về nhà, Scott nhận được một cuộc gọi từ Gideon mời đến Chaos Theater (Nhà hát của sự Hỗn loạn) mới mở của hắn, nơi mà Sex Bob-omb đang chơi nhạc, và khẳng định là không có ý đồ gì. Scott đến và thách đấu với Gideon, vì tình yêu với Ramona anh nhận được thanh kiếm mang tên "Sức mạnh của Tình yêu ", nhưng Gideon dễ dàng phá hủy nó. Knives sau đó nhảy vào đánh Ramona để giành Scott. Scott ngăn cuộc chiến giữa hai cô gái lại nhưng vô tình tiết lộ rằng anh đã lừa dối họ khi hẹn hò với cả hai cùng lúc, sau đó anh bị Gideon giết.
Ramona đến gặp Scott ở 'cõi Âm' và xin lỗi vì đã khiến anh dính vào chuyện của cô, anh được biết rằng Gideon đã cấy một con chip để kiểm soát tâm trí vào sau đầu cô. Scott nhận ra anh vẫn còn một mạng và dùng nó để trở lại cuộc sống ở thời điểm Gideon gọi điện mời anh. Scott lại tới Nhà hát của sự Hỗn loạn, nơi anh làm hòa với các bạn mình và thách đấu với Gideon một lần nữa, lần này anh chiến đấu vì bản thân mình và nhận được thanh kiếm mạnh hơn nhiều, "Sức mạnh của Lòng tự trọng", anh dùng thanh kiếm và đánh bại được Gideon. Sau đó anh xin lỗi Ramona và Knives vì đã lừa dối họ, nhưng Gideon nhảy vào đánh ngã Ramona, làm Scott và Knives phải hợp sức để đánh bại hắn. Thoát khỏi sự kiểm soát của Gideon, Ramona định bỏ đi, nhưng Knives chấp nhận sự thật là mối quan hệ của cô và Scott đã chấm dứt và khuyên anh nên đuổi theo Ramona. Anh đuổi theo, và hai người bắt đầu mối quan hệ của mình lại từ đầu.

## Dàn diễn viên
Các nhân vật chính
- Michael Cera trong vai Scott Pilgrim, một chàng trai người Canada 22 tuổi, người đã yêu Ramona Flowers từ cái nhìn đầu tiên. Anh là người chơi guitar bass của ban nhạc Sex Bob-omb.
- Mary Elizabeth Winstead vai Ramona Flowers, một cô gái giao hàng người Mỹ bí ẩn với các cuộc hẹn hò trong quá khứ là nguyên nhân của toàn bộ kịch bản phim.
- Kieran Culkin vai Wallace Wells, bạn cùng phòng 25 tuổi đồng tính của Scott và cũng là bạn thân nhất của anh.
- Ellen Wong vai Knives Chau, một nữ sinh trung học 17 tuổi, người hẹn hò với Scott ngay trước khi anh gặp được Ramona.
- Alison Pill trong vai Kim Pine, tay trống 23 tuổi của ban nhạc Sex Bob-omb và là một trong số các bạn gái cũ của Scott.
- Mark Webber trong vai Stephen Stills, ca sĩ hát chính 22 tuổi và là "tài năng" của ban nhạc Sex Bob-omb.
- Johnny Simmons trong vai "Young" Neil Nordegraf, một fan hâm mộ 20 tuổi của ban nhạc Sex Bob-omb và đã thay thế Scott sau khi anh rời ban nhạc.
- Anna Kendrick trong vai Stacey Pilgrim, em gái 18 tuổi của Scott, hay cho anh mình những lời khuyên quái dị.
- Brie Larson trong vai Natalie V. "Envy" Adams, một trong những bạn gái cũ của Scott giờ đã thành ca sĩ chính của ban nhạc nổi tiếng Clash at Demonhead.
- Aubrey Plaza trong vai Julie Powers, bạn gái cũ của Stephen.

Hội người yêu cũ xấu xa, xếp theo thứ tự
1. Satya Bhabha trong vai Matthew Patel, kẻ có sức mạnh thần bí, như bay và ném quả cầu lửa
2. Chris Evans trong vai Lucas Lee, một vận động viên trượt ván "khá giỏi" chuyển sang làm một ngôi sao phim hành động "khá giỏi".
3. Brandon Routh trong vai Todd Ingram, tay chơi guitar bass cho ban nhạc Clash at Demonhead, người sở hữu những sức mạnh tâm linh nhờ ăn chay; anh ta cũng là bạn trai của Envy Adams - bạn gái cũ của Scott.
4. Mae Whitman trong vai Roxanne "Roxy" Richter, một ninja lesbian và hay xấu hổ.
5. Shota Saito trong vai Kyle Katayanagi
6. Keita Saito trong vai Ken Katayanagi, anh em sinh đôi và là nhạc công người Nhật Bản.
7. Jason Schwartzman trong vai Gideon Gordon Graves, quản lý của Chaos Theatre (Nhà hát Hỗn mang), nhà tài trợ của ban nhạc Sex Bob-Omb và là kẻ đứng đằng sau hiệp hội những người yêu cũ xấu xa.

Các nhân vật khác
- Kjartan Hewitt trong vai Jimmy, bạn trai của Stacey; Wallace cướp mất cậu ta và 2 người đã hôn nhau lúc Ramona rời đi trong vòng đầu của Cuộc thi giữa các ban nhạc ở "Rockit"; từ phản ứng của Stacey thì có vẻ trước đây Wallace đã từng làm việc tương tự như thế rồi.
- Ben Lewis trong vai Scott khác, một bạn trai nữa của Wallace
- Chantelle Chung trong vai Tamara Chen, bạn thân nhất của Knives
- Tennessee Thomas trong vai Lynette Guycott, tay trống của ban nhạc The Clash at Demonhead.
- Maurie W. Kaufmann trong vai Joel, một thành viên của ban nhạc Crash and the Boys
- Abigail Chu trong vai Trisha "Trasha" Ha, tay trống nhí 8 tuổi của ban nhạc Crash and the Boys
- Kristina Pesic và Ingrid Haas trong vai Sandra và Monique, 2 cô gái nổi tiếng ở bữa tiệc của Julie

## Sản xuất

### Phát triển
Sau khi họa sĩ Bryan Lee O'Malley hoàn thành tập 1 của Scott Pilgrim, nhà xuất bản của anh là Oni Press đã liên lạc với nhà sản xuất phim Marc Platt đề nghị về việc chuyển thể bộ truyện thành phim. Sau đó Universal Studios đã ký hợp đồng với đạo diễnEdgar Wright, người vừa hoàn thành một phim của mình là Shaun of the Dead, để chuyển thể bộ truyện tranh về Scott Pilgrim này. Bryan Lee O'Malley lúc đầu có nhiều cảm xúc lẫn lộn về việc chuyển thể thành phim này, anh cho biết anh "mong đợi họ sẽ biến nó thành một phim hài hành động với một số diễn viên mà tôi ghét [nhưng cuối cùng thì] tôi thậm chí chả quan tâm. Tôi là một họa sĩ nghèo khổ, cứ đưa cho tôi nhiều tiền là được."
Tháng 5 năm 2005, studio đã hợp đồng để Michael Bacall viết kịch bản cho phim chuyển thể này. Bacall nói anh muốn viết kịch bản cho phim Scott Pilgrim vì anh cảm thấy rất thích cốt truyện và cũng đồng cảm với nhân vật Scott Pilgrim. Tháng 1 năm 2009, các nhà làm phim bắt đầu tuyển chọn diễn viên tham gia trong phim, lúc này phim đã được đặt tên chính thức là Scott Pilgrim vs. the World. Edgar Wright cho biết rằng tác giả O'Malley đã tham gia nhiều trong việc viết kịch bản cho phim ngay từ đầu, thậm chí còn thêm lời thoại và "mài dũa" một số cảnh nhất định trong phim. Cứ như vậy trong quá trình phát triển lâu dài này, nhiều câu thoại trong các bản nháp kịch bản khác nhau của Wright và Bacall cuối cùng lại xuất hiện trong tập 4 và tập 5 của bộ truyện.
O'Malley xác nhận là không có chi tiết nào của Scott Pilgrim's Finest Hour (Thời khắc tỏa sáng của Scott Pilgrim), tập thứ 6 trong bộ truyện về Scott Pilgrim sẽ xuất hiện trong phim, vì lúc anh viết truyện thì quá trình sản xuất đã bắt đầu rồi. Trong khi anh đưa ra nhiều ý tưởng và kiến nghị cho phần kết của phim, anh cũng thừa nhận là nhiều kế hoạch phải thay đổi trong quá trình viết kịch bản và cuối cùng khẳng định lại "Cái kết của họ là cái kết của họ thôi". O'Malley chỉ cho Wright và Bacall biết nội dung chính và những gì sẽ xảy ra trong tập 6 của bộ truyện trong khi phim đang được quay.
Tuyển diễn viên cho những nhân vật chính bắt đầu từ tháng 6 năm 2008. Quá trình quay phim chính bắt đầu từ tháng 3 năm 2009 ở Toronto, Canada và kết thúc vào tháng 8. Trong đoạn kết lúc đầu của phim, theo kịch bản được viết trước khi tập cuối của truyện Scott Pilgrim được ra mắt, Scott cuối cùng đã trở lại với Knives. Sau khi tập truyện cuối cùng trong series được xuất bản, trong đó Scott và Ramona cuối cùng lại yêu nhau, cộng thêm phản ứng tiêu cực của khán giả khi xem đoạn kết phim ở những buổi chiếu thử (test screening), một đoạn kết khác được quay cho phù hợp với truyện, với Scott và Ramona trở lại bên nhau.

### Tuyển diễn viên
Đạo diễn Edgar Wright cảm thấy rất tự tin với dàn diễn viên của phim này. Wright khẳng định rằng "Cũng giống như với Hot Fuzz (1 phim khác của đạo diễn Edgar Wright), chúng tôi có những con người tuyệt vời vào từng vai dù là nhỏ nhất, phim này cũng vậy. Điều tuyệt nữa là trong đó có những người đã nổi tiếng mà chắc bạn sẽ biết như Michael [Cera] và Jason [Schwartzman], và rồi có những ngôi sao đang lên, như Anna Kendrick (mới được đề cử Oscar cho Best Supporting Actress năm đó với Up in the Air), Aubrey Plaza và Brie Larson, và có những người hoàn toàn không có tên tuổi gì nữa". Chẳng có studio nào lại đi can thiệp vào việc tuyển nhiều hơn những diễn viên không tên tuổi cả, như Wright đã cho biết rằng "Universal không thắc mắc gì về việc tuyển những diễn viên nổi tiếng hơn, vì với việc Michael [Cera] đã từng tham gai vào 2 bộ phim đạt doanh thu hơn $100 triệu, và nhiều người khác nữa, dù họ không phải những tên tuổi lớn cho lắm, nhưng mọi người chắc chắn biết họ là ai." Wright đã dự định sẽ chọn Cera cho vai chính trong khi đang quay Hot Fuzz sau khi xem xong một số tập phim Arrested Development. Wright nói ông cần một diễn viên mà "khán giả vẫn sẽ theo dõi anh ta kể cả khi nhân vật có hơi lố bịch". Edgar Wright cho O'Malley biết tất cả những quyết định tuyển diễn viên của ông trong quá trình tuyển chọn. Mary Elizabeth Winstead là lựa chọn của Wright cho vai nữ chính Ramona Flowers từ 2 năm trước khi bắt đầu quay phim, bởi vì "cô ấy có vẻ là một người rất vui tươi, do đó sẽ thật thú vị nếu để cô ấy vào vai chính mình nhưng chỉ có điểm khác là nội tâm tan vỡ. Cô ấy thật tuyệt trong phim vì cô ấy gây ra rất nhiều sự hỗn loạn nhưng vẫn giữ được sự bình tĩnh đến mức phi thường." Ellen Wong, một nữ diễn viên ở Toronto được biết đến nhiều nhất từ một vai trong phim 'This Is Wonderland', đã tham gia thử vai Knives Chau đến ba lần. Trong lần diễn thử thứ 2, Wright được biết Wong đã có đai xanh Tae kwon do, và nói anh đã cảm thấy thú vị và tò mò về "cô gái trẻ có gương mặt dễ thương nhưng thực ra lại rất ngầu" này.

### Âm nhạc
-	Các nhạc sĩ Nigel Godrich, Beck, Metric, Broken Social Scene, Cornelius, Dan the Automator, Kid Koala, và David Campbell tất cả đều sáng tác đóng góp cho phần nhạc phim thêm sôi động.
-	Beck viết và soạn những bản nhạc được ban nhạc Sex Bob-omb chơi trong phim, và hai bản nhạc chưa công bố được chơi trong đoạn teaser trailer của phim. Các diễn viên Mark Webber, Alison Pill và Johnny Simmons đều phải học chơi các nhạc cụ tương ứng của mình trong phim, và dành nhiều thời gian tập luyện như một ban nhạc thực sự với Michael Cera (người biết đánh guitar bass từ lâu) và Beck trước khi phim được khởi quay. Các diễn viên cũng thực hiện phần nhạc phim luôn. 
-	Brendan Canning và Kevin Drew của Broken Social Scene viết tất cả các bản nhạc cho ban nhạc Crash and the Boys chơi. Những bài đó được hát bởi diễn viên Erik Knudsen, người vào vai Crash trong phim. Drew cho biết lý do đằng sau chuyện này là "[anh ta] biết rằng [Knudsen] không cần phải là một ca sĩ để thể hiện tốt [nó]" vì những ca khúc đó "quá nhanh, mạnh và sôi động" và "cần phải là giọng của nhân vật trong đó". 
-	Metric là nguồn cảm hứng cho ban nhạc giả tưởng trong phim 'the Clash at Demonhead', và họ đã đóng góp bài "Black Sheep" cho phim. Trang phục của ca sĩ chính của Metric là Emily Haines, cũng là nền tảng cho thiết kế trang phục của ca sĩ chính trong Clash at Demonhead. Brie Larson là người thể hiện bài "Black Sheep" trong phim, tuy nhiên trong album nahjc phim thì có thêm một bản với Haines hát chính.
-	Chris Murphy của ban nhạc Sloan là thầy dạy guitar cho các diễn viên tham gia bộ phim.
-	Nhạc trong series video game nổi tiếngThe Legend of Zelda đã được sử dụng trong một cảnh giấc mơ trong phim. Để được sự cho phép sử dụng bản nhạc, đạo diễn Edgar Wright đã gửi một clip của phim và viết một lá thư cho hãng Nintendo (hãng sản xuất The Legend of Zelda) và miêu tả bản nhạc như là "điệu hát ru cho cả một thể hệ."

### Tiêu đề
Cảnh tiêu đề phim được thiết kế bởi Richard Kenworthy của hãng Shynola, và được lấy cảm hứng từ những đoạn phim hoạt hình vẽ tay của phim được làm bởi Len Lye, Oskar Fischinger, Stan Brakhage và Norman McLaren.

## Công chiếu
[[Tập tin: Michael Cera as Captain America by Gage Skidmore.jpg|nhỏ|phải|Michael Cera mặc đồ Captain America ở buổi họp báo của Scott Pilgrim tại hội chợ San Diego Comic-Con
Gian hàng của 'Scott Pilgrim vs. the World' được mở ở hội chợ San Diego Comic-Con International tổ chức ngày 22 tháng 7 năm 2010. Sau khi giới thiệu thì đạo diễn Edgar Wright đã mời một số thành viên được lựa chọn trong số khán giả để xem một buổi chiếu thử bộ phim, sau đó là một màn trình diễn của ban nhạc Metric.
Scott Pilgrim vs. the World cũng tham gia Fantasia Festival ở Montreal, Quebec, Canada ngày 27 tháng 7 năm 2010 và cũng có mặt ở hội chợ Movie-Con III ở London, Anh ngày 15 tháng 8 năm 2010.
Phim được chiếu ra mắt ở Liên hoan phim quốc tế Yubari ngày 26 tháng 2 năm 2011 với tư cách là một phim được chọn chiếu chính thức. Phim khởi chiếu ở các nơi khác ngày 29 tháng 4 năm 2011.

### Quảng bá
Ngày 25 tháng 3 năm 2010, đoạn teaser trailer đầu tiên chop him được ra mắt. Trailer thứ 2 có sử dụng nhạc của The Ting Tings, LCD Soundsystem, Be Your Own Pet, Cornelius, Blood Red Shoes, và The Prodigy được ra mắt ngày 31 tháng 5 năm 2010.
Ở lễ trao giải MTV Movie Awards 2010, clip đầu tiên của phim được công chiếu, đó là cảnh Scott Pilgrim chiến đấu với Lucas Lee. Các diễn viên vào vai diễn viên đóng thế của Lucas Lee thực ra chính là diễn viên đóng thể cho Chris Evans. 
Alison Pill người vào vai Kim Pine trong phim cho biết mối quan hệ trong quá khứ của nhân vật của cô với Scott sẽ được tiết lộ trong loại hình giải trí khác "Sẽ có một chút gì gì đó được lên sóng trên Adult Swim". Và bộ phim hoạt hình ngắn, Scott Pilgrim vs. the Animation, được sản xuất bởi Titmouse Inc., chuyển thể từ phần mở đầu của tập truyện thứ hai về Scott Pilgrim đã được lên sóng trên Adult Swim vào 12 tháng 8 năm 2010, sau đó được chiếu trên trang web của họ.
Michael Cera cho biết anh đã cảm thấy bộ phim sẽ "khó mà ăn khách được. Tôi không biết chiến dịch marketing quảng bá cho bộ phim có thể thuyết phục bạn như thế nào. Nhưng tôi nghĩ mọi người còn lâu mới khám phá ra được sự thú vị của phim. Thành thật mà nói thì tôi cũng chỉ mới biết đến Shaun of the Dead (1 bộ phim khác của đạo diễn Edgar Wright) lại hay đến thế ".

### Video game
1 video game được sản xuất dựa trên series truyện này. Được phát hành trên PlayStation Network ngày 10 tháng 8 năm 2010 và trên Xbox Live Arcade ngày 25 tháng 8, nhận được phần lớn đánh giá tích cực. Game được phát hành bởi hãng Ubisoft và được phát triển bởi Ubisoft Montreal và Ubisoft Chengdu, với phần phim hoạt hình cắt cảnh của Paul Robertson và nhạc nền gốc được sáng tác bởi Anamanaguchi.

### Phát hành đĩa
Scott Pilgrim vs. the World phát hành đĩa DVD và Blu-ray ở khu vực Bắc Mỹ ngày 9 tháng 11 năm 2010 và ở Anh ngày 27 tháng 12 năm 2010.
Đĩa DVD bao gồm 4 bài bình luận của: (đạo diễn Edgar Wright, đồng biên kịch Michael Bacall, và tác giả truyện tranh Bryan Lee O'Malley; Wright và đạo diễn hình ảnh Bill Pope; Michael Cera, Jason Schwartzman, Mary Elizabeth Winstead, Ellen Wong, và Brandon Routh; và Anna Kendrick, Aubrey Plaza, Kieran Culkin, và Mark Webber), 21 cảnh bị xóa, mở rộng, hoặc cảnh quay tương tự với bình luận, cảnh quay hỏng, gallery ảnh, và một số thông tin nhỏ thú vị.
Đĩa Blu-ray bao gồm tất cả những phụ lục có trong DVD, thêm nhiều cảnh quay khác, 6 đoạn phim giới thiệu, phim tài liệu về quá trình sản xuất phim, phim hoạt hình Scott Pilgrim vs. the Animation, các đoạn trailer và TV spot, tranh vẽ phác họa cảnh phim, một bản phim như trong DVD, và một bản phim kỹ thuật số (digital). Phiên bản "Ultimate Japan Version" Blu-ray bao gồm thêm cả bình luận của đạo diễn Edgar Wright và Shinya Arino. Nó cũng có thêm những hình ảnh về chuyến đi của Wright và Michael Cera đến Nhật Bản và một cuộc thảo luận bàn tròn với nhà phê bình phim người Nhật Tomohiro Machiyama. Phiên bản này được phát hành ngày 2 tháng 9 năm 2011.
Trong tuần đầu ra mắt, DVD của phim đã bán được 190,217 bản, thu về $3,422,004. Phim đứng đầu bảng xếp hạng doanh thu Blu-ray bán chạy nhất ở Anh trong tuần đầu phát hành.

## Phản hồi

### Phòng vé
Phim được công chiếu rộng rãi ở khu vực Bắc Mỹ ngày 13 tháng 8 năm 2010, ở 2,818 rạp chiếu. Phim chỉ đứng thứ 5 trong tuần đầu khởi chiếu với doanh thu tổng cộng là $10.5 triệu, và chỉ trong tuần thứ 2 phim đã rơi xuống vị trí cuối cùng của top 10. Tờ Wall Street Journal nhận xét đây là một sự "thất vọng" trong khi Ben Fritz của tờ Los Angeles Times cho rằng phim có vẻ sẽ là một "thất bại nặng nề về mặt tài chính". Universal thừa nhận thất vọng vì tuần khởi chiếu, và nói rằng họ đã "nhận thức được khó khăn khi mở rộng chiếu phim này cho khán giả đại chúng"; dù vậy, phát ngôn viên của studio cho biết Universal "tự hào về bộ phim này và quan hệ của chúng tôi với nhà làm phim sáng tạo và có tầm nhìn xa trông rộng như Edgar Wright .... Edgar đã tạo ra một bộ phim thực sự độc đáo và pha trộn nhiều thể loại, con đường thử nghiệm như vậy chắc chắn là một bước quan trọng trong ngành làm phim nói chung."
Ở Anh, phim được chiếu ở 408 rạp, đứng thứ 2 trong tuần mở đầu với doanh thu £1.6 triệu, rơi xuống vị trí thứ 3 trong tuần tiếp theo đó.

### Giới phê bình
Đánh giá của giới phê bình về bộ phim tương đối tích cực. Trang web tổng hợp review Rotten Tomatoes đã thống kê phim được 81% fresh rating dựa trên 217 bài reviews, với điểm số trung bình là 7.5 trên 10. Rotten Tomatoes phần lớn đều đống ý rằng "kịch bản phim có thể không được ấn tượng như phần hiệu ứng hình ảnh, nhưng Scott Pilgrim vs. the World là một bộ phim vui vẻ, chặt chẽ và có tính sáng tạo ".
Metacritic cho phim điểm trung bình là 69, dựa trên 38 bài reviews. David Edelstein của tạp chí New York đã viết "Phim hơi lặp lại, và mất cân bằng: Wright có vẻ thể hiện hơi quá sớm. Nhưng một diễn viên chính khác có thể sẽ giữ cho bạn vẫn cười và hứng thú với phim. Cera thể hiện không sinh động những cảnh chiến đấu được như Stephen Chow (Châu Tinh Trì) làm rất tốt trong bộ phim hài đầy những cảnh võ thuật siêu thực Kung Fu Hustle. (Tuyệt đỉnh Kung fu)"
Sau một buổi chiếu thử, đạo diễn Kevin Smith đã bị ấn tượng bởi phim và nói "Phim này thật tuyệt. Nó rất lôi cuốn và chẳng ai hiểu cái quái gì vừa xảy ra. Chắc tôi đang mỉa mai nên mới nói, 'anh ấy đang mang truyện tranh ra đời thực!' nhưng thực sự đúng là anh ấy đang mang truyện tranh đến với đời thực." Smith cũng nói rằng các đạo diễn Quentin Tarantino và Jason Reitman cũng "thực sự thích nó". Ca sĩ của ban nhạc Sister, Carla Gillis, cũng bình luận về phim. Gillis đã từng là ca sĩ của ban nhạc Canada đã tan rã Plumtree, và đĩa đơn "Scott Pilgrim" của họ là nguồn cảm hứng cho O'Malley sáng tạo ra nhân vật và series này. Trong một bài phỏng vấn nói về bộ phim và ca khúc đã tạo cảm hứng cho nó, Gillis cảm thấy phim cũng có âm hưởng tích cực nhưng đầy những cảm xúc vui buồn lẫn lộn như ca khúc của mình.
Sau buổi chiếu thử ở hội chợ San Diego Comic-Con International, phim nhận được nhiều đánh giá tích cực. Variety có một bài review cho rằng "bất cứ ai trên 25 tuổi chắc hẳn sẽ thấy bộ phim chuyển thể từ bộ truyện tranh nổi tiếng này này của đạo diễn Edgar Wright xem rất mệt, như mình là người giám hộ ở một bữa tiệc đầy những cô cậu nhóc đang học đại học sôi động." Tờ The Hollywood Reporter thì có một bài review chê thẳng tay, khẳng định rằng "Điều đáng thất vọng là tất cả quá trẻ. Chẳng chuyện gì thực sự có ý nghĩa diễn ra cả... diễn xuất của [Michael] Cera không dừng sự vớ vẩn này lại được." và "Universal nên tấn công mạnh vào giới trẻ ở thị trường nội địa khi phim ra mắt tháng sau. Một lượng lớn những khán giả lớn tuổi và thị trường quốc tế có vẻ sẽ không thích đâu."
IGN cho phim đánh giá tích cực 8/10, gọi phim là "vui nhộn và sôi động" cũng như nói rằng phim "thích hợp nhất với thế hệ những người như chúng ta lớn lên cùng với Nintendo và MTV. Nhưng cũng chính động lực tự nhiên và sự nhạy cảm của phim có thể làm nhiều người chán."
Nick Schager của tạp chí Slant đã cho phim một review tích cực với 3 sao rưỡi trên 4, gọi Edgar Wright là một "nghệ sĩ pha trộn đầy cảm hứng, và Scott Pilgrim vs. the World có lẽ là tác phẩm tốt nhất của anh cho đến nay". A. O. Scott cho phim vào danh sách "phê bình tuyển chọn" của mình, cho rằng "Có những bộ phim về những người trẻ tuổi chỉ làm bạn cảm thấy mình đã già, thậm chí cả khi bạn chưa già ... Scott Pilgrim vs. the World thì ngược lại. Nó vui nhộn, sôi động, tình cảm vui-buồn của phim dễ lan truyền làm bạn cảm thấy mình như đang ở nhà dù có đang ở đâu và còn lạ lẫm với cái nhìn đầu tiên."
Sau khi khởi chiếu ở Nhật Bản, nhiều nhân vật đáng chú ý trong ngành công nghiệp video games, phim ảnh và anime đã có lời khen ngợi Scott Pilgrim vs. the World, trong đó có Hironobu Sakaguchi (Final Fantasy), Goichi Suda, Miki Mizuno, Tomohiko Itō, Rintaro Watanabe và Takao Nakano.